# Taurirt (Algieria)
Taurirt (fr. Taourirt) – osada na Saharze w centralnej Algierii, niedaleko Ridżanu.